# Phyllostachys edulis
El moso bambú, Phyllostachys edulis, Phyllostachys pubescens, entre molts altres sinònims, és una espècie de bambús de la família Poàcies i de la subfamília bambusoides. El rizoma és de tipus monopoidal, són els bambús que més s'estenen. Es caracteritzen per tenir, només, dues branques en cada entrenús i entrenusos molt distanciats. Es troben a tots els continents; a Europa les canyes aconsegueixen alçades de més de 20 metres i tenen el record de creixement vegetal: 1 metre en 24 hores al parc de la Bambuseria de Prafrance d'Andusa, solen resistir el fred fins a -22 °C i són molt apreciats per la seva fusta.

## Sinònims
Phyllostachys pubescens (Mazel ex J.Houz.), Phyllostachys heterocycla ((Carrière) Mitford.), Phyllostachys mitis (Auctt. non Rivière. & C.Rivière.), Bambusa edulis (Carrière), Bambusa heterocycla (Carrière)